# Victor Mature

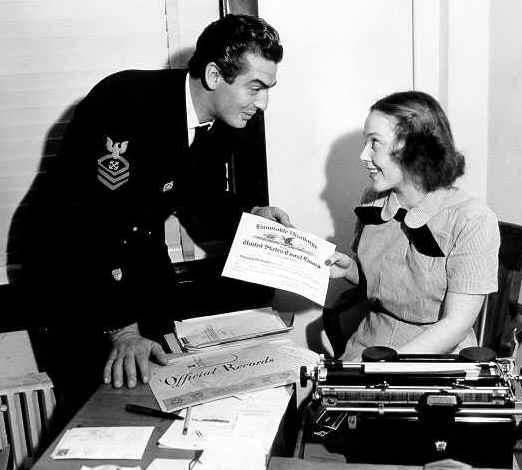
Victor Mature im US-Militärdienst

Victor Mature, eigentlich Victor Joseph Maturi, (* 29. Januar 1913 in Louisville, Kentucky; † 4. August 1999 in Rancho Santa Fé, Kalifornien) war ein US-amerikanischer Schauspieler.

## Leben
Victor Mature wurde auf der Bühne des Pasadena Playhouse entdeckt. Seine erste Hauptrolle spielte er im Jahr 1940 in dem Film Tumak, der Herr des Urwalds. Nach diesem Film wurde er von der 20th Century Fox unter Vertrag genommen. Im Zweiten Weltkrieg diente Mature bei der US-Küstenwache. Deshalb kam es in den Jahren 1943 bis 1945 zu keinen Filmauftritten.
Ab den späten 1940er Jahren spielte der muskulöse Schauspieler in Western, Bibel-, Historien- und Monumentalfilmen mit, wie zum Beispiel bei einem der ersten Cinemascope-Filme, Das Gewand (1953) an der Seite von Richard Burton und Jean Simmons. Eine seiner bekanntesten Hauptrollen war die des Samson in Cecil B. DeMilles Epos Samson und Delilah (1949) neben Hedy Lamarr. Berühmt wurde neben dem Film selbst, ein Zitat von Groucho Marx über die physischen Qualitäten Matures: „Ich mag keine Filme, in denen die Titten des Helden größer sind als die der Frauen.“ (Well, there's just one problem, C.B. No picture can hold my interest where the leading man's tits are bigger than the leading lady's.)
Seit den 1960er Jahren wurden seine Filmauftritte immer unregelmäßiger. Seine Karriere endete ironischerweise mit einer Rolle in einer Fernsehadaption von Samson und Delilah, die 1984 für das US-Fernsehen entstand. Mature spielte den Vater Samsons, Manoah.
In rund 60 Filmen soll Mature gut 18 Millionen Dollar verdient haben. Er investierte sein Geld in eine Reihe von Fernsehgeschäften.
Mature starb im August 1999 im Alter von 86 Jahren an einer Krebserkrankung. Auf dem Hollywood Walk of Fame erinnert seit 1960 ein Stern an den Schauspieler.

## Filmografie (Auswahl)
- 1939: Nenn’ mich Hilda (The Housekeeper’s Daughter)
- 1940: Tumak, der Herr des Urwalds (One Million B.C.)
- 1940: Überfall auf die Olive Branch (Captain Caution)
- 1941: Abrechnung in Shanghai (The Shanghai Gesture)
- 1941: I Wake Up Screaming
- 1942: Die Königin vom Broadway (My Gal Sal)
- 1946: Faustrecht der Prärie (My Darling Clementine)
- 1947: Der Todeskuss (Kiss of Death)
- 1948: Schrei der Großstadt (Cry of the City)
- 1948: Rache ohne Gnade (Fury at Furnace Creek)
- 1949: Samson und Delilah (Samson and Delilah)
- 1950: Varieté-Prinzessin (Wabash Avenue)
- 1950: Endstation Mord (Gambling House)
- 1950: Stella
- 1952: Die Spielhölle von Las Vegas (The Las Vegas Story)
- 1952: Die goldene Nixe (Million Dollar Mermaid)
- 1952: Androkles und der Löwe (Androcles and the Lion)
- 1953: Der Prinz von Bagdad (The Veils of Bagdad)
- 1953: Das Gewand (The Robe)
- 1954: Die Gladiatoren (Demetrius and the Gladiators)
- 1954: Verraten (Betrayed)
- 1954: Sinuhe der Ägypter (The Egyptian)
- 1955: Draußen wartet der Tod (The Last Frontier)
- 1955: Der Speer der Rache (Chief Crazy Horse)
- 1956: König der Safari (Safari)
- 1956: Zarak Khan (Zarak)
- 1956: Haie greifen an (The Sharkfighters)
- 1957: Der Mann, den keiner kannte (Interpol)
- 1958: Timbuktu
- 1958: Patrouille westwärts (Escort West)
- 1959: Der Bandit von Zhobe (The Bandit of Zhobe)
- 1959: Hannibal (Annibale)
- 1959: Die Welt der Sensationen (The Big Circus)
- 1961: Die Tataren (I tartari)
- 1966: Jagt den Fuchs! (After the Fox)
- 1972: Ein Gauner kommt selten allein (Every Little Crook and Nanny)
- 1976: Won Ton Ton – der Hund, der Hollywood rettete (Won Ton Ton, the Dog Who Saved Hollywood)
- 1979: Firepower
- 1984: Samson und Delilah (Samson and Delilah)